# Рототаев, Дмитрий Александрович
Дмитрий Александрович Рототаев (01.10.1944, Москва — 14.08.2015, там же) — российский учёный, специалист в области разработок средств и методов защиты военной техники. Один из создателей брони танка Т-72. Доктор технических наук (1998), профессор (2000). Действительный член РАРАН (1999).

## Биография
Окончил машиностроительный факультет М-4 МВТУ им. Баумана (1968 год).
С сентября 1967 года работал во Всесоюзном НИИ стали (ВНИИ Стали), прошёл путь от старшего техника до генерального директора. С 1977 года начальник лаборатории динамической защиты. с 1978 года — начальник отдела динамической защиты. С 1991 по 1999 год генеральный директор института. С 1978 года проводит колоссальную работу по продвижению способа динамической защиты как в кругу главных конструкторов танков, так и в среде военных, которые в то время категорически выступали против применения взрывчатых веществ в защите танков.
В 1999—2002 вице-президент АФК «Система». В 2002—2006 годах возглавлял ОАО «Система-Венчур». В 2006—2011 генеральный директор Московского комитета по науке и технологиям (ОАО «МКНТ»). С 2011 года директор Инновационного центра ИМАШ РАН.
Соавтор 157 изобретений, 15 из которых были запатентованы в других странах.
Многие годы был ответственным секретарём Федерации регби СССР.
Умер 14 августа 2015 года после продолжительной болезни. Похоронен на Головинском кладбище.

## Награды и звания
Лауреат Государственной премии СССР (1986). Лауреат Ленинской премии (1989). Лауреат Премии Правительства РФ (1999).
Заслуженный изобретатель РСФСР. Заслуженный машиностроитель Российской Федерации (1996).